# Hypoponera zwaluwenburgi
Hypoponera zwaluwenburgi is een mierensoort uit de onderfamilie van de Ponerinae. De wetenschappelijke naam van de soort is voor het eerst geldig gepubliceerd in 1933 door Wheeler, W.M..